# 柳田謙十郎
柳田 謙十郎（やなぎだ けんじゅうろう、1893年〈明治26年〉11月23日 - 1983年〈昭和58年〉1月16日）は、日本の哲学者。西田哲学から戦後唯物論に転じ、平和運動や労働者教育にも尽くした。

## 経歴
神奈川県愛甲郡南毛利村（現厚木市）生まれ。家は一町数反（約1.5ヘクタール）を耕す農家で、謙十郎は、村会議員を経て収入役・助役になった柳田勘作の長男であった。1908年神奈川師範学校に入学。1913年、愛甲郡高峰小学校訓導に任ぜられた。のち、神奈川師範学校附属小学校訓導、津久井郡協心小学校訓導兼校長、岡山師範学校教諭、岩手師範学校教諭などを務める。
1922年4月、京都帝国大学文学部哲学科選科に入学。卒業後、弘前高等学校 (旧制) 教授、台北帝国大学助教授などを務めたが、1941年台北帝大を辞職し、京都に帰った。
1936年、論文「知と行」によって西田幾多郎の知遇を得る。1945年文学博士の学位を受けた。1946年、大著『西田哲学体系』全12冊の刊行が始まり、足かけ3年をかけた刊行計画に合わせて、1947年5月、埼玉県大宮市（現さいたま市大宮区）吉敷町の自宅での毎月1回の西田哲学ゼミ「参道塾」を開講。
1950年、西田哲学を捨ててマルクス主義唯物論に移ることを公然と声明。
1950年4月22日設立の日本戦没学生記念会（わだつみ会）で、初代理事長。マルクス主義理論の普及と労働運動の前進のための「労働者教育のためのサービス・センター」創設を、大山郁夫・宮川実らとともに発起し、1952年10月13日創立の労働者教育協会の初代会長に就任した。
1960年、日本共産党に入党。1961年の第8回党大会では、代議員として出席、発言もした。そのほかに、日中友好協会会長等を歴任、松川事件や血のメーデー事件での被告支援、1967年に明るい革新都政をつくる会のよびかけ人13名の一人になる、などの活動をした。

## 活動・評価
戦後平和運動を行い、進歩的文化人として知られた柳田だが、戦時中は「もし戦争というものがなかったとすれば、われわれの民族は自己の本質の中に宿る最も高貴なるものひとつを遂に自覚することが出来なかったのではないであろうか」（『日本精神と世界精神』、弘文堂、1940年）、「日本軍の将兵達が弾丸飛雨の中、天皇陛下の万才を唱えつつ安らかに死地についてゆくことができるのも、実はこの国家の宗教性に基くのでなくてはならない」（1942年5月『日本評論』誌掲載「世界宗教と国民宗教」）という戦争讃美を行っていた。『進歩的文化人　学者先生戦前戦後言質集』には柳田について、つぎの副題が付けられている。

## 著作
著作は、『唯物論の哲学』『倫理学』『宗教論』『西田哲学と唯物論』『わが思想の遍歴』『自叙伝』など多数。『柳田謙十郎著作集』全8冊、創文社、1967年がある。

## 家族・親族
- 父：柳田勘作は村会議員などを務めた人物。
- 子：茶道家の柳田宗葩。(その夫は中国禅宗史研究者柳田聖山。)
- 息子：柳田洋一氏は戦時中1942年10月軍隊内で事故死した。
- 娘：東洋史（宋代史）研究者の柳田節子(学習院大学教授)。